# Damacline Nyekereri
Damacline Mwango Nyekereri (* 18. Oktober 1993) ist eine kenianische Leichtathletin, die sich auf den Speerwurf spezialisiert hat.

## Sportliche Laufbahn
Erste internationale Erfahrungen sammelte Damacline Nyekereri bei den Afrikameisterschaften 2018 in Asaba, bei denen sie mit 50,94 m den vierten Platz belegte. Im Jahr darauf nahm sie erstmals an den Afrikaspielen in Rabat teil und erreichte dort mit 48,19 m Rang sieben. 2024 belegte sie bei den Afrikaspielen in Accra mit 47,25 m den sechsten Platz.
2018 wurde Nyekereri kenianische Meisterin im Speerwurf.